# Betta enisae

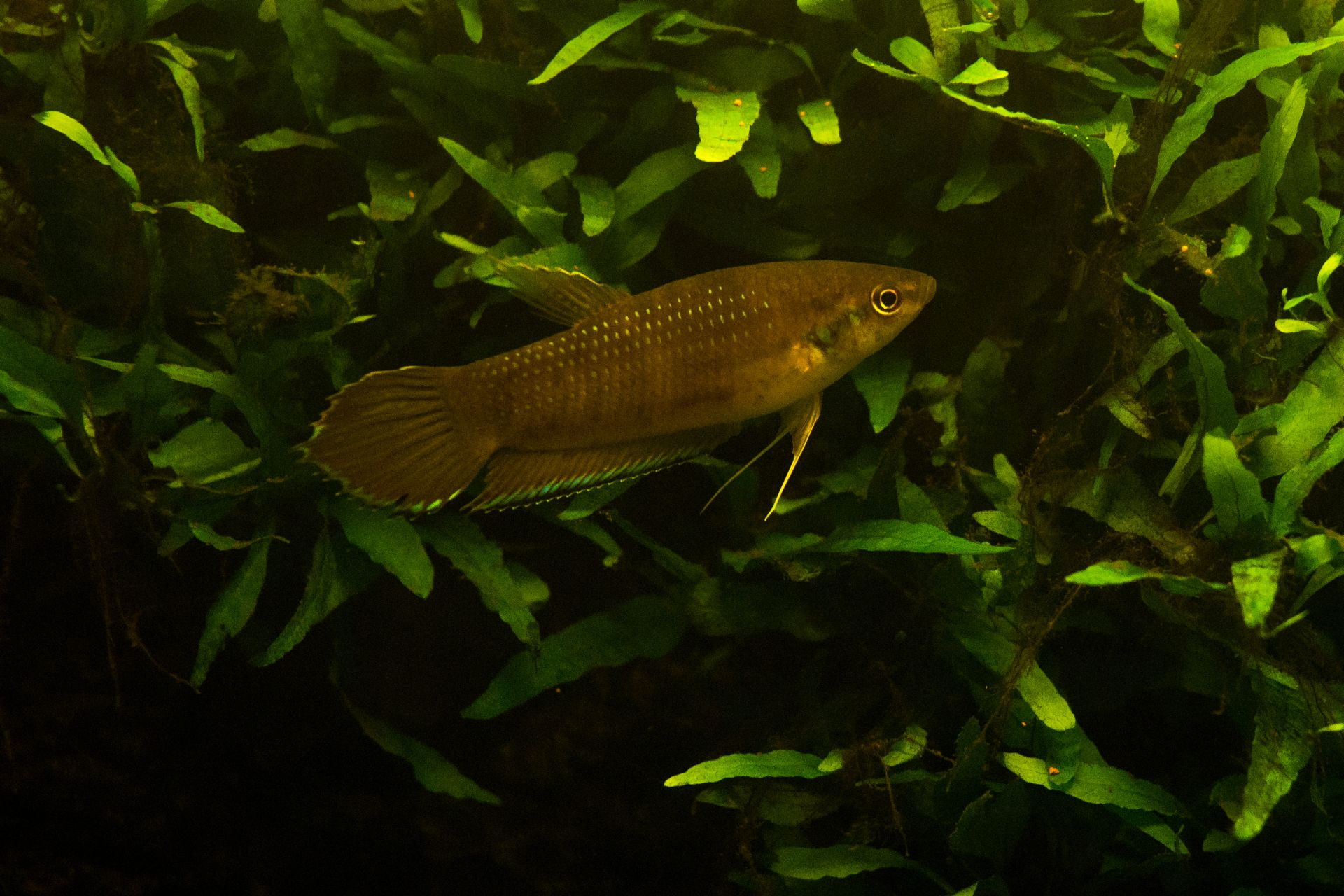
Betta enisae

Betta enisae is een straalvinnige vissensoort uit de familie van de echte goerami's (Osphronemidae). De wetenschappelijke naam van de soort is voor het eerst geldig gepubliceerd in 1995 door Kottelat.